# Oseias de Madureira
Oseias de Madureira (São Bernardo do Campo),  é um pastor evangélico e político brasileiro, filiado ao PSD. Nas eleições de 2022, foi eleito deputado estadual por SP.